# Friedrich Ludwig Jahn
Friedrich Ludwig Christoph Jahn (Lanz, Prússia, 11 de agosto de 1778 - Freyburg, outubro de 1852) foi um pedagogo e pedagogista alemão, além de um ativista político.
Estudou teologia e filologia na Universidade de Greifswald.
No ano de 1811, sistematizou a prática da ginástica e a transformou em modalidade esportiva. Durante esse tempo, criou as associações Turnwerein – clubes de ginástica -, para jovens praticantes e interessados. Por conta disso, é considerado o "pai" da ginástica. Com o passar do tempo, seus centros foram considerados abrigos de discussões políticas, pois lá se cultivavam a força moral e a exaltação patriótica.
Foi influente na organização do movimento de Burschenschaft, que promovia os ideais nacionalistas entre estudantes da universidade alemã, foi também delegado para o Parlamento de Frankfurt de 1848 a 1849.
Friedrich morreu em outubro de 1852, aos 74 nos.

## Biografia
Nascido em Lanz, Brandengurg, Jahn era filho de um pastor protestante, teórico nacionalista alemão e homem político.
Quando jovem estudou em Halle, Göttingen.
Após a batalha de Jena-Auerstedt, em 1806, juntou-se ao exército prussiano.
Três anos mais tarde, mudou-se para Berlim, onde começou a lecionar no ginásio Grauen Kloster e na escola Plamann.
Pouco se passou para perceber e preocupar-se com a humilhação sofrida por seus compatriotas perante Napoleão. Isso o motivou a conceber a ideia de restaurar o espírito alemão através do desenvolvimento de sua força física e moral pela prática da atividade – a ginástica.
Seus ginásios eram acessíveis a todas as classes e jovens foram ensinados a sentirem-se parte de um grupo capaz de lutar pela emancipação de sua pátria. Este espírito, não em grau menor, também fora alimentado por seus escritos.
No ano de 1813 sua prática já era uma constante no exército contra os franceses. Em março deste mesmo ano, após carta publicada pelo rei Frederico Guilherme, Friedrich e mais 137 ginastas investiram, em Breslau, contra Napoleão, saindo-se vitoriosos, e após sua volta à Berlim, fora nomeado professor de ginástica do Estado.
Jahn considerava-se um homem de natureza forte, política e excêntrica. Decorrente disso, sempre entrava em conflito com as autoridades. Por isso e por ser considerado co-autor de um crime, Jahn ficou detido na fortaleza de Kolberg até o ano de 1824. Sua pena foi revista no ano seguinte, mas ele fora proibido de viver em Berlim e passou a residir em Freyburg, onde permaneceu até seu falecimento.
Em 1840, Friedrich foi condecorado com a Cruz de Ferro, por sua bravura durante as guerras contra Napoleão. Em 1848 foi eleito pelo distrito de Nowogród, para o Parlamento alemão, onde anos mais tarde, um monumento fora erguido em sua homenagem, na cidade de Freyburg.

## A modalidade Ginástica Artística
| “ | A alma da ginástica é a vida do povo, e este só se pode desenvolver sob o céu aberto, ao ar livre | ” |

O mundo passava por uma grande mudança social quando algumas pessoas começaram a se interessar e a aprimorar a visão que o clero detinha e impunha a respeito do corpo. Neste momento, iniciava-se a tentativa de introdução da atividade física e seus benefícios. Um dos maiores defensores deste movimento – em especial da ginástica – foi o alemão Friedrich. Ele serviu ao exército e em 1811, criou o primeiro ginásio (ao ar livre) que tinha por finalidade o treinamento militar e o objetivo moral de se alcançar a autoconfiança, a autodisciplina, a independência, a lealdade e a obediência. Como o resultado fora positivo, acabou por inspirar e incentivar a criação de outros ginásios em território alemão.
O método elaborado por Jahn utilizava de atividades como as marchas, os saltos, os lançamentos, as lutas e a natação. A partir daí, clubes de ginástica chamados Turnwereins(1) detinham por objetivo reunir o povo alemão através da prática da ginástica e de outras atividades físicas, além de preparar para o combate contra os franceses, que na época, eram seus inimigos. Após a campanha vitoriosa contra a nação inimiga, a modalidade se difundiu em larga escala por todo o território alemão.
O método criado e usado por Jahn(2) e seus formados instrutores, pregava o nacionalismo rígido e isso acabou por resultar em um homicídio envolvendo a doutrina: Um destes instrutores assassinou um jornalista oposicionista sob a alegação de que o mesmo seria inimigo do país. Em decorrência disto, no ano de 1819, Friedrich foi considerado co-autor do crime e preso. Seu centro gímnico foi fechado, os aparelhos destruídos e os ginastas perseguidos. A este período deu-se o nome de Bloqueio Ginástico, e durou 22 anos – de 1820 a 1842. Contudo, ainda que proibida, a prática da ginástica continuou a evoluir. Os seguidores de Ludwig passaram a migrar para outras regiões da Europa  - ensinando o desenvolvimento da ginástica -, a treinar em locais secretos, e para que os aparelhos coubessem nesses lugares, eles decidiram modificá-los e multiplicá-los. Quando o bloqueio terminou, a modalidade já seguia em atividades mais complexas, além de visar a destreza e a performance em cunho desportivo.
A partir daí, a ginástica veio sendo desenvolvida, propagada e cultivada. Contudo, ainda não desvinculada das questões militares e nacionalistas, acabou por servir novamente ao treinamento militar, desta vez aos ideais nazistas. Anteriormente, na Inglaterra, a partir do final do século XIX, iniciou-se uma tendência voltada à prática unicamente esportiva. Já em meados do século XX, este movimento esportivo foi caracterizado pelo confronto entre nações, não em cunho militar, mas desportivo, apesar do uso da metodologia gímnica aos interesses do nazismo.
Por fim, foi no contexto esportivo que a ginástica começou a difundir-se pela Europa e pelo resto do mundo.

### Publicações
Uma edição completa de suas obras foi publicada entre 1884 e 1887. Existe também uma biografia, escrita em 1894, por Schultheiss e o livro "Jahn als Erzieher", publicado em Munique – 1895.
Abaixo, uma lista de livros onde o trabalho de Jahn pode ser seguido e melhor compreendido:
- Bereicherung des hochdeutschen Sprachschatzes (Leipzig, 1806)
- Deutsches Volksthum (Lübeck, 1810)
- Runenblätter (Frankfurt, 1814)
- Die Deutsche Turnkunst (Berlin, 1816)
- Neue Runenblätter (Naumburg, 1828)
- Merke zum deutschen Volksthum (Hildburghausen, 1833)
- Selbstvertheidigung (Vindication) (Leipzig, 1863)